# SN 2006sv
SN 2006sv – supernowa typu Ia odkryta 9 listopada 2006 roku w galaktyce A222528+0015. W momencie odkrycia miała maksymalną jasność 22,00m.